# Moczydły (powiat siemiatycki)
Moczydły (do 2011 Stare Moczydły) – wieś w Polsce położona w województwie podlaskim, w powiecie siemiatyckim, w gminie Siemiatycze.
| SIMC    | Nazwa               | Rodzaj    |
| ------- | ------------------- | --------- |
| 0039835 | Moczydły Lachowskie | część wsi |

1 stycznia 2011 r. zmieniono urzędowo nazwę wsi ze Stare Moczydły na Moczydły.
W latach 1975–1998 miejscowość należała administracyjnie do województwa białostockiego.
Wierni kościoła rzymskokatolickiego należą do parafii Najświętszej Maryi Panny Różańcowej w Kłopotach Stanisławach.